# Jane Cobden
Emma Jane Catherine Cobden (Londres, 28 de abril de 1851 – Surrey, 7 de julho de 1947) foi uma política liberal britânica atuante em pautas radicais. Filha do reformador e estadista vitoriano Richard Cobden, foi uma das primeiras defensoras dos direitos das mulheres e, em 1889, esteve entre as duas mulheres eleitas para o primeiro Conselho do Condado de Londres. Sua eleição foi controversa; contestações judiciais à sua elegibilidade dificultaram e, por fim, a impediram de ocupar o cargo como vereadora.
Desde a juventude, junto com suas irmãs, procurou proteger e desenvolver o legado de seu pai. Ela permaneceu comprometida ao longo de sua vida com as questões "Cobdenitas" de reforma agrária, paz e justiça social, além de ser uma defensora consistente da independência da Irlanda pela Grã-Bretanha. A batalha pelo sufrágio feminino em igualdade de condições com os homens, no qual assumiu seu primeiro compromisso em 1875, foi sua pauta mais duradoura. Embora simpatizasse e apoiasse aqueles, incluindo sua irmã Anne Cobden-Sanderson, que escolheu fazer campanha usando métodos militantes e ilegais, manteve suas próprias atividades dentro da lei. Além disso, esteve no Partido Liberal, apesar de sua profunda discordância sobre a questão do sufrágio.
Após seu casamento com o proprietário de editora Thomas Fisher Unwin, em 1892, Jane Cobden ampliou sua gama de interesses no campo internacional, principalmente ao promover os direitos das populações indígenas dentro dos territórios coloniais. Como anti-imperialista convicta, se opôs à Guerra dos Bôeres entre 1899–1902 e, após a criação da União Sul-Africana em 1910, atacou a introdução de políticas segregacionistas. Nos anos anteriores à Primeira Guerra Mundial, se opôs à cruzada de reforma tarifária de Joseph Chamberlain com base nos princípios de livre comércio de seu pai e foi importante no renascimento da questão da reforma agrária no Partido Liberal. Na década de 1920, encerrou suas atividades na vida pública e, em 1928, cedeu a antiga residência da família, a Dunford House, à Cobden Memorial Association como um centro de conferência e educação dedicado às questões e pautas que definiram o chamado cobdenismo.

## Primeiros anos

### Antecedentes familiares e infância
Jane Cobden nasceu em 28 de abril de 1851, na rua Westbourne Terrace, oeste de Londres. Foi a terceira filha e a quarta criança de Richard Cobden, que na época de seu nascimento, era um parlamentar radical representando West Riding. Junto com John Bright, cofundou a Anti-Corn Law League, que, na década de 1840, liderou a campanha bem-sucedida pela abolição das Corn Laws. A mãe de Jane se chamava Catherine Anne (inicialmente com sobrenome Williams), filha de um comerciante de madeira de Machynlleth, no País de Gales. Catherine teve seis filhos, todos fruto do relacionamento com Cobden: Richard ("Dick"), nascido em 1841; Kate, nascida em 1844; e Ellen, em 1848. Após o nascimento de Jane, vieram mais duas filhas: Anne, em 1853, e Lucy, em 1861.
Na década de 1830, Richard havia transferido o controle de sua fábrica especializada em produção de calicô a seus irmãos para se concentrar no serviço público. Em 1849, seu negócio já estava falindo e ele estava perto de uma crise financeira. No entanto, foi salvo da falência por uma subscrição pública que não apenas liquidou suas dívidas, mas também lhe permitiu adquirir a chácara no qual havia nascido em 1804, em Dunford, perto de Heyshott, em Sussex. Ele reconstruiu a propriedade como uma grande casa de campo, Dunford House, que se tornou a casa da infância de Jane Cobden desde o início de 1854. Em abril de 1856, Dick, que estava na escola em Weinheim, na Alemanha, morreu após uma curta doença. A notícia foi um choque devastador para a família, e causou o afastamento temporário de Richard da vida pública. Esse hiato foi prolongado quando, em 1857, ele perdeu sua vaga como parlamentar. Ele só retornou à Câmara dos Comuns em maio de 1859, como membro do Partido Liberal de Rochdale.
Devido a grande quantidade de ausências em seu lar, por tarefas parlamentares e de outras naturezas, Richard Cobden era uma figura um tanto remota para suas filhas, embora suas cartas indicassem que ele se sentia afetuoso por elas e que desejava direcionar sua educação política. Anos depois, todos reconheceriam sua influência sobre suas ideias. Ambos os pais ficaram impressionados com as meninas por conta de suas responsabilidades para com os pobres da comunidade. O diário de Jane Cobden, registrado em 1864, mostra visitas em casas e asilos. Ela e sua irmã mais nova, Anne, com 12 e 10 anos, respectivamente, davam aulas numa escola rural. As meninas foram incentivadas pelo pai a contribuir com o dinheiro que possuíam para amenizar a pobreza na região: "Não guarde o dinheiro (...) já que você decidiu dá-lo aos pobres sofredores, deixe que seus próprios vizinhos o tenham. Sua mãe lhe dirá como aplicá-lo e me contará tudo sobre isso".

### Fraternidade das irmãs pelo legado do pai
Richard Cobden morreu após um grave ataque brônquico em 2 de abril de 1865, algumas semanas antes do aniversário de 14 anos de Jane. Seguiu-se um período de incerteza doméstica e preocupação financeira, eventualmente resolvido por uma pensão do governo de 1 500 libras esterlinas por ano e a criação de um "Fundo de Tributo a Cobden" por seus amigos e seguidores. Após a morte de seu pai, Jane e Anne frequentaram a escola Warrington Lodge, em Maida Vale; contudo, após um desentendimento cuja natureza não é clara, ambas foram expulsas da escola — "jogadas em minhas mãos", reclamou sua mãe. Nesse momento difícil, Catherine não se isolou; em 1866, supervisionou a republicação da obra Political Writings, de seu marido, e, no mesmo ano, tornou-se uma das 1 499 signatárias da "Petição Feminina", um evento que a historiadora Sophia Van Wingerden marca como o início do movimento organizado pelo sufrágio feminino.

"Não há mais viagens para o exterior sem objetivos claros para mim; por isto, vou entrar no movimento pelo sufrágio feminino e, assim, conquistar interesses reais na minha vida".

Diário de Jane Cobden, registrado em 1875.
Em 1869, a Dunford House foi alugada. Catherine e suas quatro filhas mais novas mudaram-se para uma casa em South Kensington — a mais velha, Kate, casou-se em 1866. A presença delas na nova residência provou ser algo insatisfatório; Ellen, Jane e Anne demonstravam independência de espírito e divergiam das opiniões da mãe. Catherine se mudou, levando a filha mais nova, Lucy, e foi para o País de Gales, onde viveu até sua morte em 1877. Em South Kensington, Ellen, Jane e Anne, muitas vezes acompanhadas por Kate, tinham o sentimento comum de preservar a memória e as obras de Richard Cobden, além de defender seus princípios e pautas radicais em suas ações. Juntas, as irmãs interromperam a publicação de um livro de memórias de seu pai, patrocinado por seus ex-colegas e compilado por uma amiga da família, Julie Salis Schwabe. Isso causou algum rebuliço; Schwabe havia dado apoio financeiro e emocional à família após a morte de Richard. No entanto, Jane queria um memorial maior, e garantiu os serviços de John Morley, cuja biografia de Richard Cobden foi publicada em 1881.
Durante esses anos, Jane costumava viajar para o exterior. Em Londres, ela e suas irmãs ampliaram sua gama de conhecidos nos círculos literários e artísticos; entre seus novos amigos estavam o escritor George MacDonald e os pré-rafaelitas William e Jane Morris e Edward Burne-Jones. Posteriormente, Ellen casou-se com o pintor Walter Sickert. Jane desenvolveu um interesse pelo sufrágio feminino após participar de uma conferência em Londres, em 1871. No ano de 1875, assumiu um compromisso específico com esta pauta, embora não tenha se tornado ativa no movimento por vários anos. Nesse ínterim, em 1879, ajudou a fundar o Cobden Club, em Heyshott, perto da cidade natal de seu pai.

## Primeiras atividades do movimento

### Luta pelo sufrágio feminino
A partir do final da década de 1870, as irmãs Cobden começaram a seguir caminhos diferentes. Anne casou-se com Thomas Sanderson em 1882; inspirada por suas amizades dentro do círculo de Morris, seus interesses se voltaram para as artes e ofícios e, eventualmente, para o socialismo. Depois que seu casamento com Sickert fracassou, Ellen tornou-se romancista. Jane tornou-se uma liberal ativa, na ala radical do partido. Por volta de 1879, se tornou membra da National Society for Women's Suffrage (Sociedade Nacional para o Sufrágio Feminino), fundada em 1867, como continuidade da "Petição Feminina" de 1866. Jane ingressou no comitê de finanças da Sociedade Nacional e, em 1880, era sua tesoureira. Naquele ano, foi oradora numa "grande manifestação" no St James's Hall, em Londres, e no ano seguinte discursou em uma reunião semelhante em Bradford. Em 1883, participou de uma conferência em Leeds, organizada conjuntamente pela National Liberal Federation (Federação Liberal Nacional) e a National Reform Union (União Reformista Nacional), onde apoiou um projeto proposto por Henry William Crosskey e apoiado por Walter McLaren (sobrinho de John Bright) para estender o voto nas eleições parlamentares a certas mulheres — aquelas que, "possuindo os critérios que permitem aos homens votarem, têm agora o direito de votar em todos os assuntos do governo local".
A postura geral da Sociedade Nacional era cautelosa, pois evitava uma identificação estreita com os partidos políticos e, por isso, não aceitava a participação de filiais da Federação Liberal Feminina. Além disso, sua política de excluir mulheres casadas de qualquer extensão do projeto originou uma dissidência em 1888, a Central National Society (Sociedade Nacional Central, CNS). Jane juntou-se ao comitê executivo do novo órgão, que incentivou a filiação das Women's Liberal Associations (Associações Liberais de Mulheres), e esperava que um futuro governo liberal garantisse o direito de voto das mulheres. No entanto, os membros mais radicais da CNS sentiram que a organização não tinha compromisso sério com o sufrágio das mulheres casadas. Em 1889, esse grupo, no qual participavam Jane Cobden e Emmeline Pankhurst, formou a Women's Franchise League (Liga do Sufrágio Feminino, WFL), com uma política específica de buscar votos para mulheres, sob os mesmos critérios já existentes para homens, e a elegibilidade de mulheres para todos os cargos públicos.

### Moradia para desalojados na Irlanda
Em 1848, Richard Cobden havia escrito: "Quase todos os crimes e ultrajes na Irlanda estão relacionados com a ocupação ou propriedade de terras (...) se eu tivesse poder, sempre tornaria os proprietários de terras em moradores, desmembrando as grandes propriedades. Em outras palavras, eu daria a Irlanda aos irlandeses". No entanto, suas opiniões foram mantidas no contexto do unionismo; ele condenou a rebelião da "Young Ireland", em 1848, como um ato de insanidade. Jane adotou o ponto de vista de seu pai sobre a reforma agrária irlandesa, mas abraçou a pauta do governo autônomo irlandês — sobre a qual dava palestras regularmente — e era uma forte apoiadora de uma organização camponesa, a Land League (Liga da Terra). Depois de visitar a Irlanda com a missão feminina em 1887, usou as páginas da imprensa inglesa para expor os maus-tratos aos moradores desalojados. Em uma carta ao jornal britânico The Times, Jane e seus associados citaram um caso particular — a família Ryan, de Cloughbready, no condado de Tipperary — para ilustrar a dureza do governo britânico até mesmo com os indivíduos mais vulneráveis. Jane enviou dinheiro e comida para amenizar a angústia da família Ryan.
Jane estava em contato com os líderes da Land League, entre eles, John Dillon e William O'Brien, e fez lobby para a libertação deste último após sua prisão sob a Lei de Coerção de 1881. Ela e suas irmãs apoiaram o Plan of Campaign, um esquema pelo qual os desalojados agiam coletivamente para garantir aluguéis justos de seus proprietários. Este plano foi denunciado pela Igreja Católica como sendo contrário à justiça natural e à caridade cristã, embora alguns padres o apoiassem. O apego de Jane e suas irmãs às facções rebeldes na Irlanda prejudicou as relações entre as irmãs e muitos dos ex-colegas sindicalistas liberais de seu pai, mas ganhou a aprovação de Thomas Bayley Potter, que substituiu Richard Cobden como parlamentar para a cidade de Rochdale. Em outubro de 1887, ele escreveu a Jane: "Você é fiel aos instintos vivos e justos de seu pai (...) Você conhece o coração de seu pai melhor do que John Bright".

## Eleição para o Conselho do Condado de Londres em 1889

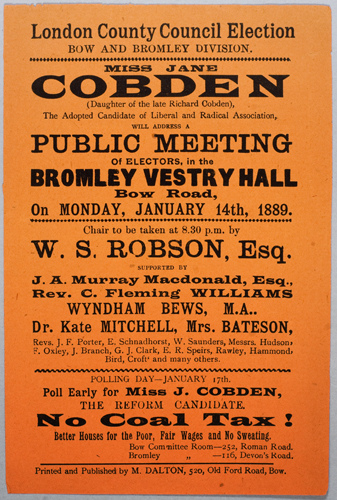
Um pôster da campanha de Jane Cobden, janeiro de 1889

De acordo com a Lei das Corporações Municipais de 1882, algumas mulheres foram qualificadas para votar nas eleições municipais, mas foram excluídas de ocupar o cargo como vereadoras. No entanto, a Lei do Governo Local de 1888, que criou os conselhos municipais, foi interpretada por alguns como permitindo a eleição de mulheres para esses novos órgãos. Em 17 de novembro de 1888, um grupo de mulheres liberais decidiu testar em qual posição social estavam. Elas formaram a Society for Promoting the Return of Women as County Councillors (Sociedade para Promover o Retorno das Mulheres como Vereadoras do Condado), foi aplicado um fundo eleitoral de 400 libras esterlinas e escolhidas duas mulheres — Jane Cobden e Margaret Sandhurst — como candidatas liberais para o recém-criado Conselho do Condado de Londres. Cobden foi aprovada pelo eleitorado de Bow and Bromley; e Sandhurst por Brixton. Apesar da oposição dos conservadores, as indicações das mulheres foram aceitas pelos oficiais locais. A campanha eleitoral de Cobden em Bow and Bromley foi organizada com considerável entusiasmo e eficiência por George Lansbury, aos 29 anos de idade, então considerado um liberal radical, até se tornar um socialista e eventualmente líder do Partido Trabalhista. Tanto Cobden quanto Sandhurst foram vitoriosas nas eleições de 19 de janeiro de 1889; ambas se juntaram a Emma Cons, que a maioria progressista no conselho selecionou para ocupar o cargo como vereadora.
As mulheres ocuparam seus lugares no conselho inaugural e cada uma aceitou uma série de atribuições do comitê. No entanto, o oponente conservador derrotado de Sandhurst, Beresford Hope, apresentou imediatamente uma contestação judicial contra sua eleição. Quando isso foi ouvido em 18 de março, os juízes determinaram que Sandhurst foi desqualificada de acordo com as disposições da Lei de 1882. Seu recurso foi indeferido e Beresford Hope foi instalado em seu lugar. Cobden não enfrentou tal desafio, já que seu adversário era um colega liberal que havia prometido apoiá-la. Mesmo assim, sua posição no conselho permaneceu precária, principalmente depois que uma tentativa no parlamento de legalizar os direitos das mulheres de ocupar as vereanças ganhou pouco apoio. Uma disposição da lei eleitoral vigente estabelecia que qualquer pessoa eleita, mesmo indevidamente, não poderia ser contestada após doze meses, portanto, por conselho jurídico, Cobden se absteve de comparecer às reuniões do conselho ou comitê até fevereiro de 1890. Quando os doze meses estatutários decorreram sem contestação, ela retomou todas as suas funções.
Embora Cobden estivesse agora protegida de contestação, o membro conservador da Cidade de Westminster, Sir Walter De Souza, instaurou novos processos judiciais contra Cobden e Cons. Ele argumentou que, como foram eleitas ou selecionadas ilegalmente, seus votos no conselho também foram ilegais, tornando-as sujeitos a pesadas penalidades financeiras. No tribunal, o juiz decidiu contra as duas mulheres, embora na decisão, em abril de 1891, as penalidades tenham sido reduzidas de 250 para 5 libras esterlinas. Lansbury e outros apelaram para que Cobden não pagasse sequer essa quantia, mas ir para a prisão; ela recusou. Depois que outra tentativa parlamentar de resolver a situação falhou, ficou ausente dos meses restantes de seu mandato como vereadora, sem sequer poder se manifestar ou votar; diante disso, não tentou uma reeleição nas eleições municipais de 1892. As mulheres não receberam o direito de se sentar nos conselhos municipais até 1907, com a aprovação da Lei de Qualificação das Mulheres.
Em seu relato da eleição de 1888–1889, o historiador Jonathan Schneer definiu a campanha como um passo do que intitula o "desencantamento da classe trabalhadora com o liberalismo oficial", citando em particular a saída de Lansbury do Partido Liberal em 1892. Schneer também observou que esse "empreendimento político pioneiro do feminismo britânico (...) fornece, ao mesmo tempo, uma antecipação e um contraste direto com o sufragismo militante da Era eduardiana".

## Casamento e interesse por outras pautas
Em 1892, aos 41 anos de idade, Cobden casou-se com Thomas Fisher Unwin, proprietário de uma editora de vanguarda, cujos trabalhos incluem obras de Henrik Ibsen, Friedrich Nietzsche e HG Wells, além do jovem Somerset Maugham. O envolvimento de Unwin, em uma série de pautas mundiais e humanitárias, levou Cobden — que adotou o sobrenome "Cobden Unwin" — a estender seus interesses à paz e à justiça internacionais, à reforma no Estado Livre do Congo e, de maneira mais geral, aos direitos dos povos aborígenes. Ela e Unwin se opuseram à Guerra dos Bôeres (1899–1902); ambos foram membros fundadores do South African Conciliation Committee (Comitê de Conciliação Sul-Africano), organização pró-Bôer, na qual Cobden foi secretária. O casal se estabeleceu em South Kensington, no burgo de Londres, onde Cobden continuou a lutar pelas suas próprias pautas. Em 1893, com Laura Ormiston Chant, representou a WFL em Chicago, no Congresso Mundial de Mulheres Representantes. Na Inglaterra, ajudou mulheres candidatas nas eleições de 1894 em Kensington. Em 1900, aceitou a presidência da Brighton Women's Liberal Association (Associação Liberal Feminina de Brighton), e, no mesmo ano, escreveu um extenso tratado, The Recent Development of Violence in our Midst, publicado pelo Stop-the-War Committee (Comitê para Parar a Guerra).

## Ativismo na Era eduardiana

### Sufrágio feminino

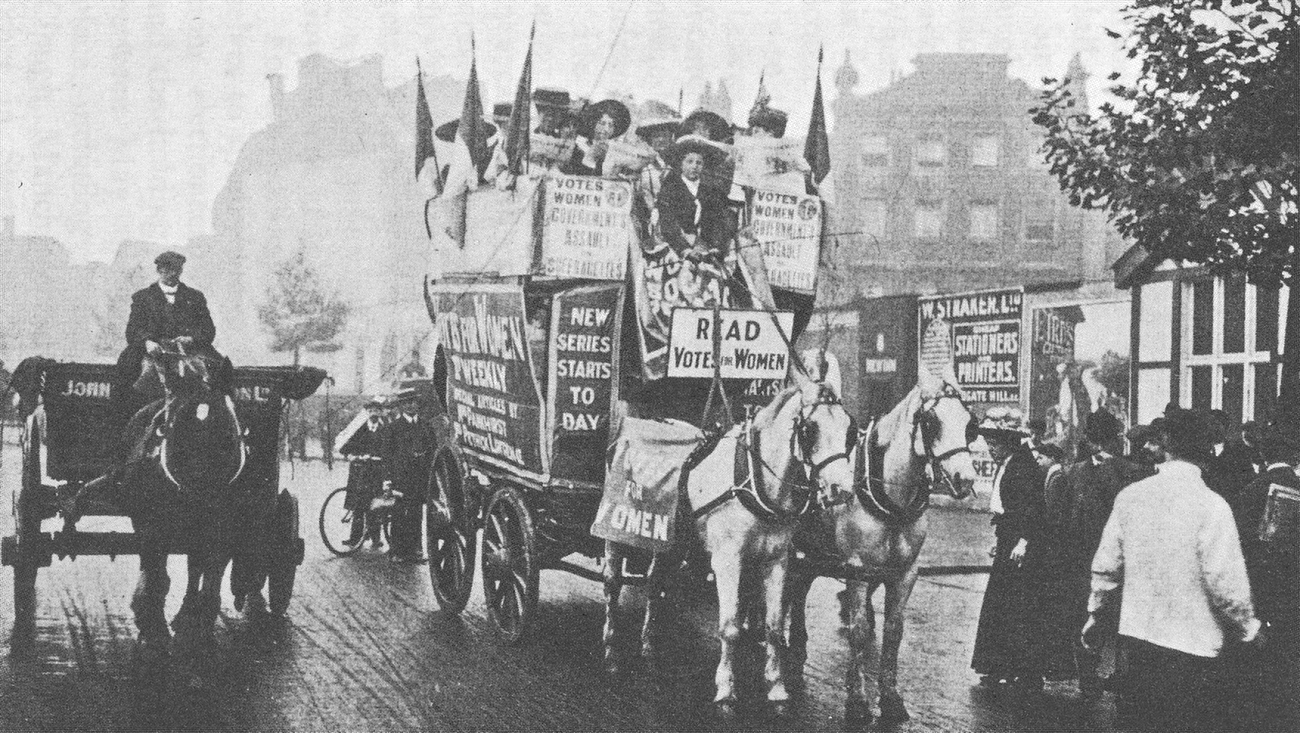
Membros da União Social e Política das Mulheres em campanha pelo sufrágio feminino na cidade de Londres, por volta de 1910

Embora as opiniões de Cobden fossem mais progressistas do que as do Partido Liberal, ela permaneceu como membro do partido, acreditando que continuava sendo a melhor referência política pela qual suas pautas poderiam ser promovidas. Outras sufragistas como Anne Cobden Sanderson, por exemplo, tiveram uma visão diferente e se alinharam aos movimentos socialistas. Quando a Women's Social and Political Union (União Social e Política das Mulheres, WSPU) iniciou sua militância em 1905, Cobden absteve-se de participar de ações judiciais, embora tenha se manifestado em nome da irmã quando Anne se tornou uma das primeiras sufragistas a ser presa, após uma manifestação do lado de fora Parlamento em outubro de 1906. Com a libertação de Anne, um mês depois, Cobden e seu marido compareceram a um banquete de comemoração no Savoy Hotel, junto com outras prisioneiras da WSPU. Cobden aproximou-se da ala militante em 1907, quando endossou a nova revista da WSPU, Votes for Women. Naquele ano, organizou uma conferência doméstica na qual a líder da WSPU, Christabel Pankhurst, foi a principal oradora. A WSPU foi dividida quando os membros, que se opuseram à liderança autoritária da família Pankhurst, formaram a Women's Freedom League (Liga da Liberdade das Mulheres); Cobden não se juntou a Anne no movimento separatista, embora apoiasse um órgão associado, a Women's Tax Resistance League (Liga de Resistência Fiscal das Mulheres).
Em 1911, Cobden foi responsável pela delegação feminina indiana na Procissão da Coroação Feminina, uma manifestação londrina organizada por associações sufragistas da Grã-Bretanha e do Império Britânico. A procissão marchou em 17 de junho de 1911, poucos dias antes da coroação do rei George V. Durante os anos de 1910–1912, vários projetos de conciliação, estendendo o voto parlamentar a um número limitado de mulheres proprietárias, foram debatidos na Câmara dos Comuns. Quando o terceiro projeto delas estava em discussão, Cobden procurou a ajuda do Partido Parlamentar Irlandês, lembrando-os do apoio que as mulheres deram à Irlanda durante a agitação da Land League: "Em nome dessas 40 mil mulheres inglesas, pedimos que você apoie a cada divisão deste projeto de lei por sua presença e seu voto". O projeto de lei foi finalmente abandonado quando o primeiro-ministro liberal, HH Asquith, substituiu por uma proposta que estendia o sufrágio masculino. Em protesto contra as políticas de sufrágio do governo liberal e seu tratamento severo às militantes, Cobden renunciou à presidência honorária da Women's Liberal Association em Rochdale, o último distrito eleitoral de seu pai.

### Atividades sociais, políticas e humanitárias

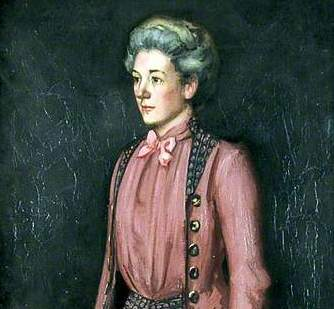
Jane Cobden (foto), pintura realizada por Sidney Starr no fim do século XIX

Embora a pauta do sufrágio feminino continuasse sendo sua principal preocupação, pelo menos até a Primeira Guerra Mundial, Cobden atuou em outros movimentos. Em 1903, defendeu os princípios do livre-comércio, conforme expressados por seu pai, contra a política econômica protecionista de Joseph Chamberlain. Chamberlain pediu uma política de preferência imperial e a imposição de taxas contra países contrários aos interesses imperiais da Grã-Bretanha. Em uma reunião em Manchester, Cobden expressou confiança de que "Manchester (...) dirá ao Sr. Chamberlain que ainda é fiel à nossa velha bandeira: livre-comércio, paz e benevolência entre as nações". Em 1904, no ano do centenário de Richard Cobden, foi publicado a obra The Hungry Forties, descrito por Anthony Howe em um artigo biográfico como "um tratado evocativo e brilhantemente bem-sucedido". Foi um dos vários livros e panfletos de livre-comércio publicados pela editora Fisher Unwin que, juntamente com eventos comemorativos do centenário, ajudaram a definir o livre-comércio como uma das principais pautas progressistas da Era eduardiana.
A pauta cobdenita da reforma agrária foi resgatada em 1900 como uma importante política liberal, ajudada em 1913 pela publicação do livro de Jane Cobden, The Land Hunger: Life under Monopoly. A dedicatória dizia: "À memória de Richard Cobden, que amava sua terra natal, estas páginas são dedicadas por sua filha, na esperança de que seu desejo — 'Livre Comércio no País' — possa ser cumprido". Cobden não limitou seus interesses aos assuntos domésticos. A partir de 1906, junto com Helen Bright Clark, foi membra ativa da Aborigines' Protection Society (Sociedade de Proteção dos Aborígenes), uma organização preocupada com os direitos dos povos indígenas sob domínio colonial, que se fundiu com a Anti-Slavery Society (Sociedade Anti-Escravidão) em 1909. Em 1907, pressionou o primeiro-ministro, Sir Henry Campbell-Bannerman, em nome dos Friends of Russian Freedom (Amigos da Liberdade Russa), buscando seu apoio para emendas à Convenção da Haia, então em sessão em Genebra. Também fez apelos em nome das famílias dos trabalhadores em greve em Londres e Dublin durante a agitação trabalhista de 1913–1914, e de mulheres e crianças famintas em Trípoli. Além disso, também encontrou tempo para atuar como secretária do fundo memorial para Emma Cons, após a morte desta última em 1912.

## Pauta sul-africana e independência da Irlanda
Durante a Primeira Guerra Mundial, ocorrida nos anos de 1914–1918, com a pauta do sufrágio feminino dormente, Cobden esteve cada vez mais envolvida nas pautas da União Sul-Africana. Ela apoiou a campanha de Solomon Plaatje contra o segregacionismo do Natives' Land Act (Ato de Terra dos Nativos) de 1913, uma postura que levou, em 1917, à sua exoneração do comitê da Anti-Slavery Society. A linha do comitê era apoiar a política de reforma agrária do governo de Louis Botha; Cobden acusou Sir John Harris, representante parlamentar da Society, de ser um falso amigo dos nativos e trabalhar secretamente contra eles. Cobden também manteve seu compromisso com a pauta da independência da Irlanda e ofereceu ajuda pessoal às vítimas dos Black and Tans durante a Guerra da Independência da Irlanda, entre 1919 a 1921.
Em 1920, Cobden entregou a Dunford House para a London School of Economics (LSE), da qual se tornou governadora. Segundo Beatrice Webb, cofundadora da instituição de ensino, mais tarde, se arrependeu do presente recebido. Webb escreveu em seu diário em 2 de maio de 1923: "A pobre senhora (...) faz queixas irritadas se um único arbusto é cortado ou uma pedra deslocada, enquanto ela está ressentida veementemente do bom humor dos alunos (...) para não mencionar as opiniões de alguns dos palestrantes". Posteriormente, em 1923, a LSE devolveu a casa a Cobden, que a doou em 1928 para a Cobden Memorial Association. Com a ajuda do escritor e jornalista Francis Wrigley Hirst e outros, a casa tornou-se um centro de conferências e educação para prosseguir com as pautas tradicionais cobdenitas de livre-comércio, paz e benevolência.

## Últimos anos de vida e legado
Depois de 1928, a principal ocupação de Jane Cobden foi a organização dos papéis de seu pai, alguns dos quais ela colocou no Museu Britânico. Outros foram finalmente coletados, com outros documentos da família Cobden, pelo Escritório de Registros do Conselho do Condado de West Sussex, em Chichester. Na velhice, viveu tranquilamente em Oatscroft, sua casa perto de Dunford House, e após a morte de seu marido em 1935, fez poucas intervenções na vida pública. Durante a década de 1930, sob a direção de Hirst, Dunford House continuou a proclamar o que Howe descreve como "o leite puro da fé cobdeniana": a convicção de que na Grã-Bretanha e na Europa continental, a paz e a prosperidade se desenvolveriam a partir da propriedade individual do solo. Jane Cobden morreu, aos 96 anos de idade, em 7 de julho de 1947, na casa de repouso Whitehanger em Fernhurst, Surrey. Nos anos seguintes à sua morte, seus papéis foram coletados e depositados como parte do arquivo da família, em Chichester. Em 1952, a Dunford House foi transferida para a Associação Cristã de Moços, embora suas funções educacionais gerais e missão permanecessem inalteradas. A casa contém inúmeras recordações da família Cobden.
Howe retrata Jane Cobden como uma personalidade formidável, conhecida pelos colegas editoriais de seu marido como "A Jane", que tinha um interesse agudo e até intrusivo no trabalho da editora. Nas palavras de Howe, ela era "uma mulher de sentimento e entusiasmo que assumiu (e às vezes abandonou rapidamente) pautas com um fogo que não tolerava oposição". Em um ensaio sobre a sororidade de Cobden, a historiadora feminista Sarah Richardson comenta os diferentes caminhos escolhidos pelas irmãs para levar adiante o legado do pai: "As atividades de Jane mostraram que ainda era possível seguir uma agenda radical dentro da égide do liberalismo". Richardson indica que a principal conquista coletiva de Jane e suas irmãs foi garantir que o nome Cobden, com suas associações radicais e progressistas, sobrevivesse até o século XX. “Ao fazê-lo”, conclui Richardson, “eles se mostraram dignos sucessores de seu pai, garantindo que sua contribuição não apenas fosse sustentada, mas remodelada para uma nova era”.